# Mureșul Târgu Mureș
Mureșul Târgu Mureș – rumuński klub piłkarski, mający siedzibę w mieście Târgu Mureș w środku kraju.

## Historia
Chronologia nazw:
- 1921: SS Mureșul Târgu Mureș
- 1923: CFR Mureșul Târgu Mureș - po fuzji z CFR Târgu Mureș
- 1924: CS Mureșul Târgu Mureș
- 1940: klub rozformowano
- 1959: Voința Târgu Mureș
- 1960: CS Mureșul Târgu Mureș - po fuzji z CS Târgu Mureș
- 1964: klub rozwiązano - po fuzji z ASA Mureșul Târgu Mureș

Piłkarski klub Mureșul został założony w Târgu Mureș w 1921 roku. W 1923 do klubu dołączył klub kolejarzy CFR Târgu Mureș, przyjmując nazwę CFR Mureșul Târgu Mureș. W sezonie 1923/24 zwyciężył w rozgrywkach regionalnych mistrzostw Rumunii i zdobył awans do turnieju finałowego. W półfinale przegrał przyszłemu mistrzowi Chinezul Timișoara. W 1924 klub zmienił nazwę na CS Mureșul Târgu Mureș. W sezonie 1931/32 powtórzył ten sukces, przegrywając w półfinale z UD Reșița. W 1932 został wprowadzony system ligowy rozgrywek o mistrzostwo Rumunii. Rok później klub startował w Divizia A, gdzie zajął przedostatnie 7.miejsce w grupie 2 i spadł do Divizia B. W 1940 klub zawiesił działalność i podczas II wojny światowej nie grał.
W 1944 roku pracownicy kolei rumuńskiej założyli nowy klub pod nazwą ASM Târgu Mureș, później zwany CS Târgu Mureș, który zebrał najlepszych graczy w mieście.
Dopiero w 1959 roku klub został reaktywowany jako Voința Târgu Mureș. W 1960 po fuzji z CS Târgu Mureș klub przyjął historyczną nazwę CS Mureșul Târgu Mureș. We wrześniu 1964 roku klub został rozwiązany z powodu połączenia z ASA Târgu Mureș, który otrzymał nazwę ASA Mureșul Târgu Mureș.

## Sukcesy

### Trofea międzynarodowe
Nie uczestniczył w rozgrywkach europejskich (stan na 31-05-2016).

### Trofea krajowe
| \| \| Zdobyte trofea w rozgrywkach Rumunii (stan na: 31-03-2017) \| |                                                            |      |                                                |
| Rozgrywki                                                           | Osiągnięcie                                                | Razy | Sezon(y)                                       |
| Mistrzostwo                                                         | I miejsce                                                  | 0    |                                                |
| Mistrzostwo                                                         | II miejsce                                                 | 0    |                                                |
| Mistrzostwo                                                         | III miejsce                                                | 2    | 1923/24 (półfinalista), 1931/32 (półfinalista) |
| Puchar                                                              | zdobywca                                                   | 0    |                                                |
| Puchar                                                              | finalista                                                  | 0    |                                                |
| II liga                                                             | I miejsce                                                  | 1    | 1938/39                                        |
| II liga                                                             | II miejsce                                                 | 1    | 1939/40                                        |
| II liga                                                             | III miejsce                                                | 0    |                                                |
| Rumunia                                                             | Zdobyte trofea w rozgrywkach Rumunii (stan na: 31-03-2017) |      |                                                |

## Stadion
Klub rozgrywał swoje mecze domowe na stadionie Muncitoresc w Târgu Mureș, który może pomieścić 1000 widzów.